# 20 años (álbum de Gian Marco)
20 Años é o décimo quarto álbum do cantor e compositor peruano Gian Marco. O álbum foi lançado para comemorar seus 20 anos de carreira artística. São 20 canções, sendo 18 regravações e duas músicas inéditas "Invisible" e "En Otra Vida".
Por este trabalho, Marco foi indicado na 13ª edição do Grammy Latino aos prêmios de Melhor Álbum Cantor-Compositor e Canção do Ano (por "Invisible"), vencendo a primeira categoria.

## Faixas
| 20 Years |                             |         |  |
| N.º      | Título                      | Duração |  |
| 1.       | "Canción de amor"           |         |  |
| 2.       | "No puedo amarte"           |         |  |
| 3.       | "Parte de este juego"       |         |  |
| 4.       | "Invisible"                 |         |  |
| 5.       | "Sé Que Piensas en Mí"      |         |  |
| 6.       | "Fragilidad"                |         |  |
| 7.       | "Sentirme vivo"             |         |  |
| 8.       | "Se me olvidó"              |         |  |
| 9.       | "Te mentiría"               |         |  |
| 10.      | "Retrato"                   |         |  |
| 11.      | "Lamento"                   |         |  |
| 12.      | "Resucitar"                 |         |  |
| 13.      | "Lejos de ti"               |         |  |
| 14.      | "Al otro lado de la luna"   |         |  |
| 15.      | "Hoy"                       |         |  |
| 16.      | "En otra vida"              |         |  |
| 17.      | "Hasta que vuelvas conmigo" |         |  |
| 18.      | "Canta corazón"             |         |  |
| 19.      | "Dime donde"                |         |  |
| 20.      | "Días nuevos"               |         |  |